# Löberöds landsfiskalsdistrikt
Löberöds landsfiskalsdistrikt var 1918-1941 ett landsfiskalsdistrikt i Malmöhus län, bildat när Sveriges indelning i landsfiskalsdistrikt trädde i kraft den 1 januari 1918, enligt beslut den 7 september 1917. Landsfiskalsdistriktet avskaffades den 1 oktober 1941 (genom kungörelsen 28 juni 1941) när Sverige fick en ny indelning av landsfiskalsdistrikt. Av dess ingående områden överfördes kommunerna Borlunda, Gårdstånga, Holmby, Hurva, Skarhult, Skeglinge, Östra Strö till Eslövs landsfiskalsdistrikt, kommunerna Hammarlunda, Harlösa och Högseröd till Hörby landsfiskalsdistrikt samt Gudmuntorps landskommun till Höörs landsfiskalsdistrikt.
Landsfiskalsdistriktet låg under länsstyrelsen i Malmöhus län.

## Ingående områden
Den 1 januari 1937 överfördes den del av Gårdstånga landskommun som låg i Lunds landsfiskalsdistrikt och Torna härad till Löberöds landsfiskalsdistrikt och Frosta härad.

### Från 1918
Frosta härad:
- Borlunda landskommun
- Gudmuntorps landskommun
- Del av Gårdstånga landskommun: Den del av kommunen som tillhörde Frosta härad.[2]
- Hammarlunda landskommun
- Harlösa landskommun
- Holmby landskommun
- Hurva landskommun
- Högseröds landskommun
- Skarhults landskommun
- Skeglinge landskommun
- Östra Strö landskommun

### Från 1937
Frosta härad:
- Borlunda landskommun
- Gudmuntorps landskommun
- Gårdstånga landskommun
- Hammarlunda landskommun
- Harlösa landskommun
- Holmby landskommun
- Hurva landskommun
- Högseröds landskommun
- Skarhults landskommun
- Skeglinge landskommun
- Östra Strö landskommun